# Jean-Jacques Kouamé
 (septembre 2011).
Si vous disposez d'ouvrages ou d'articles de référence ou si vous connaissez des sites web de qualité traitant du thème abordé ici, merci de compléter l'article en donnant les références utiles à sa vérifiabilité et en les liant à la section « Notes et références ».
Jean-Jacques Kouamé, né le 16 août 1981 à Treichville, à Abidjan, est un chanteur et homme d'affaires ivoirien, membre de la Jet Set ivoirienne.
Il est associé à la création du mouvement coupé-décalé avec son fidèle ami Douk Saga de la Jet Set.
Fort de cela, il est aujourd'hui pressenti par les mélomanes pour remplacer Douk Saga à la tête de la Jet Set ivoirienne, tous étant amis de longue date.

## Biographie
Enfant de Treichville, un quartier d'Abidjan, Jean-Jacques Kouamé se fait connaître du grand public grâce au coupé-décalé. Fort de son amitié de longue date avec Douk Saga, il est pressenti pour lui succéder à la tête de la Jet Set ivoirienne. Jean-Jacques Kouamé, en tant qu'artiste, se démarque par l'innovation du concept de « scénario ». Ses titres, issus de l'album éponyme, rencontrent un franc succès et sont largement diffusés dans les lieux festifs. Avec le temps, alors que l'engouement pour la Jet Set s'estompe, il se détourne de la musique pour embrasser une carrière d'homme d'affaires, s'engageant dans des initiatives liées au développement durable. Il est ensuite nommé Président Directeur Général de IC Dev. En 2012, il marque son retour sur la scène musicale avec le single « Le pas du brave », et en 2016, il se produit aux Kora Awards, où il collabore sur le morceau « May day » avec le groupe Bracket.

## Discographie
- Scénario I
- Scénario II
- Scénario III[8]